# ГКЧП (фільм)
«ГКЧП» (англ. Golden leggings) — український трагікомедійний короткометражний фільм 2022 року режисера Аркадія Непиталюка з Іриною Мак, Русланом Мірошниченком, Олегом Стефаном, Марією Штофою, Дариною Хвостенко, Олегом Шушпанніковим та Григорієм Лещенком у головних ролях. Фільм знято за мотивами п'єси Людмила Тимошенко «Золоті лосини». Перший показ фільму в Україні відбувся 1 грудня 2022 року через онлайн-кінотеатр TakFlix, а повноцінний прокат — 2 листопада 2023 року.

## Назва

### Українськомовна назва
В українській назві кінострічки присутній акронім ГКЧП (укр. ДКНС), що розшифровується як Государственный комитет по чрезвычайному положению (укр. Державний комітет з надзвичайного стану). ДКНС — суспільний орган влади у Радянському Союзі створений з метою усунення від влади Михайла Горбачова, Президента СРСР.

### Міжнародна назва
Англійськомовна назва фільму відсилає до оригінальної назви п'єси «Золоті лосини» Людмили Тимошенко, на основі якої було знято короткометражну стрічку «ГКЧП».

## Сюжет
19 серпня 1991 року. У дитячо-юнацькому таборі поблизу Запоріжжя вирує життя: 14-річний Андрій краде для Іри подарунки, щоб висловити свої почуття, та втікає від міліціонера. Вихователь Тарас закоханий у директорку Галину, але їй зараз не до нього. Завгосп табору і колишній дисидент Петрович приніс новину: у Москві мітинги, а по телевізору ще від ранку крутять «Лебедине озеро».

## Акторський склад

### Головні ролі
- Ірина Мак — Галя
- Олег Стефан — Петрович
- Руслан Мірошниченко — Тарас
- Марія Штофа — Іра
- Дарина Хвостенко — Каріна
- Георгій Лещенко — Федора
- Олег Шушпанніков — міліціонер
- Ернест Жмуцький — двійник Федори
- Георгій Айбабін — піонер
- Фросина Непиталюк — дівчина в кафетерії

## Знімальна група
- Режисери-постановники: Аркадій Непиталюк
- Сценаристи: Аркадій Непиталюк, Людмила Тимошенко
- Оператори-постановники: Олександр Рощин
- Художники-постановники: Таїсія Карась
- Режисери монтажу: Віктор Лісін
- Художники з костюмів: Ірина Старинко
- Художники із гриму: Георгій Мацкевич
- Продюсери: Анастасія Буковська
- Виконавчі продюсери: Станіслав Притула
- Лінійні продюсери: Дмитро Шопін, Марія Кот

## Нагороди

### Україна
- 2023: 1-ша церемонія вручення премії-відзнаки українського театру та кіно «Чорний лотос» — Короткометражний фільм[1]
- 2023: 6-та церемонія вручення премії Кам'янець-Подільського міжнародного кінофестивалю «Бруківка» — Найкращий український короткометражний фільм[2]
- 2023: 6-та церемонія вручення премії Кам'янець-Подільського міжнародного кінофестивалю «Бруківка» — Спеціальна відзнака-згадка журі Спілки кінокритиків України[2]
- 2023: 7-ма церемонія вручення «Золота дзиґа» — Найкращий короткометражний ігровий фільм (імені Юрія Аглямзановича Мінзянова)[3]
- 2023: 6-та церемонія вручення національної премії кінокритиків «КІНОКОЛО» — Найкращий короткометражний ігровий фільм[4]

### Німеччина
- 2023: Найкращий ігровий фільм – Міжнародний фестиваль короткометражних фільмів у Берліні (Берлінале)[5]